# نخل وود
نخل وود (نام علمی: Encephalartos woodii) نام یک گونه منقرض‌شده در حیات وحش از راسته سرخس نخلی است.

## نگارخانه

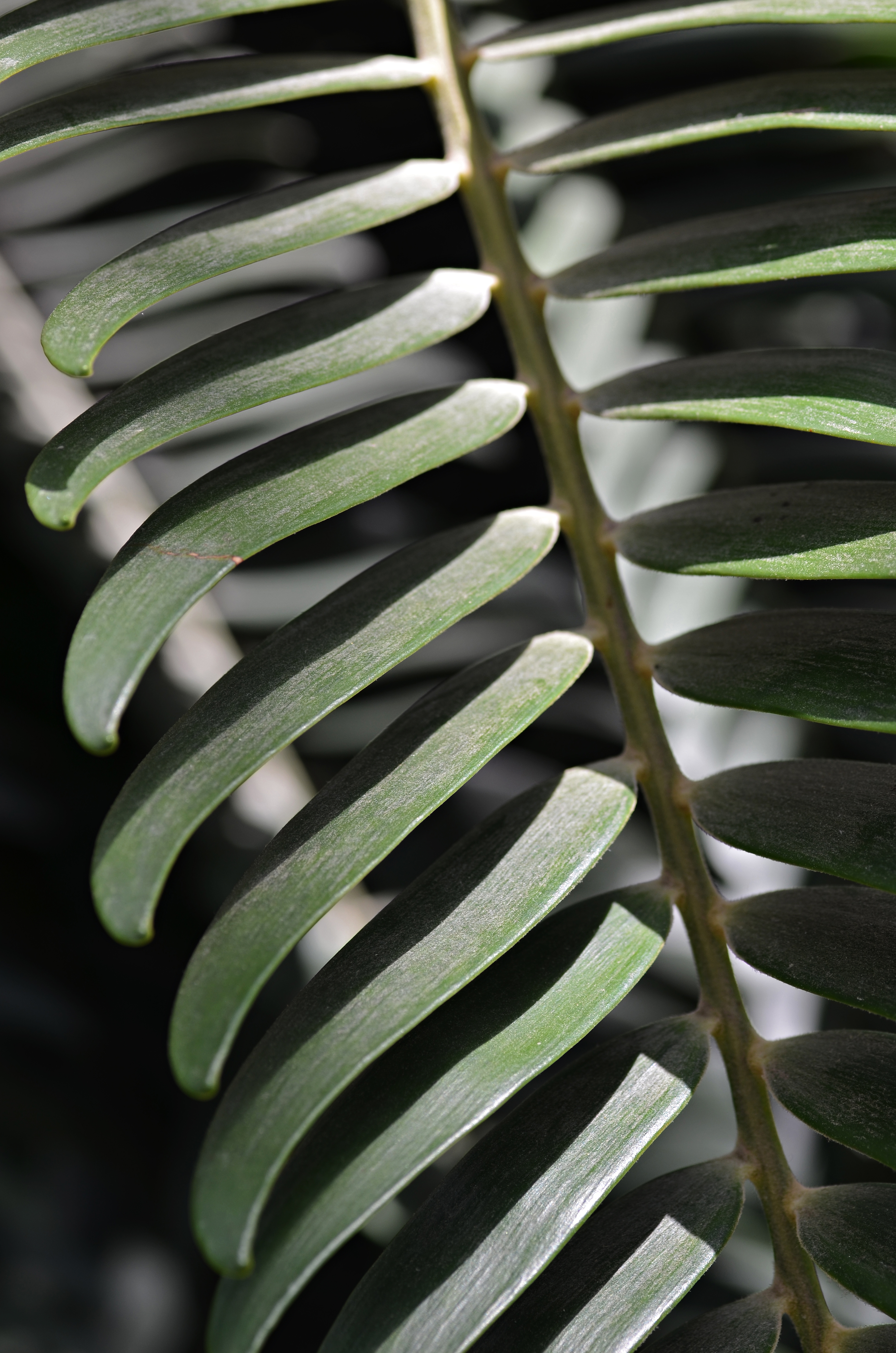
برگ Encephalartos woodii
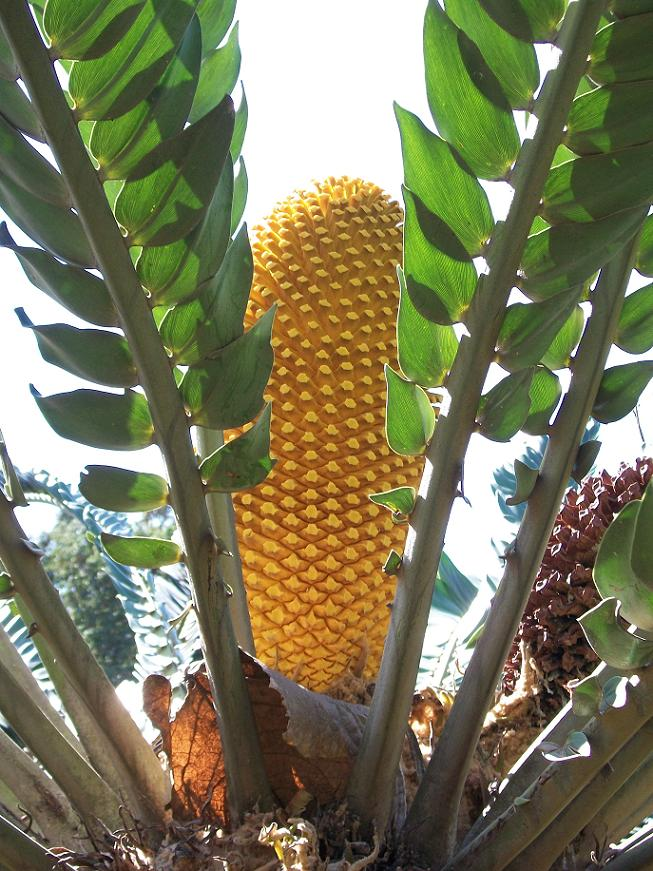
میوهٔ Encephalartos woodii